# Seznam knih o Bigglesovi
Toto je seznam knih o Bigglesovi autora W. E. Johnse.
Autor část z Bigglesových příběhů vydával nejprve v časopisech The Modern Boy, Popular Flying a dalších a teprve později vyšly knižně. Naopak některé knihy byly časopisecky vydány až dodatečně. Některé z povídkových knih vyšly ve více vydáních pod různými názvy, proto se počet knih o Bigglesovi uvádí mezi 84-101. Se započítáním povídek jde celkem o 274 příběhů, z nich jsou ovšem 4 knihy a jedna povídka z řady o Gimletovi a Biggles zde vystupuje jen jako vedlejší postava.
V češtině vyšlo třináct knih již v předválečném období 1938-40 a tři po válce v letech 1946-8 v nakladatelství Toužimský a Moravec.
Po roce 1990 vyšly tyto knihy znovu a byly vydány i ostatní, celkem tehdy vyšlo 95 knih s téměř jednotnou úpravou, na obálce většiny knih byla vložena postava Bigglese od Zdenka Buriana. Kromě nakladatelství Toužimský a Moravec vydával část knih i Riopress a jedna vyšla duplicitně v nakladatelství Gennex.
U některých knih nakladatelé zvolili český titul výrazně odlišný od originálu.
| pořadí vydání | originální název                         | rok vydání | český název                          | rok prvního českého vydání | období děje                               | poznámka |
| ------------- | ---------------------------------------- | ---------- | ------------------------------------ | -------------------------- | ----------------------------------------- | --- |
| 1             | The Camels Are Coming                    | 1932       | Biggles od velbloudích stíhaček      | 1938                       | 1917-8                                    | 17 povídek, poprvé Algy. 7 povídek vyšlo nejprve v Popular Flying.                                                                                               |
| 2             | The Cruise of the Condor                 | 1933       | Biggles: Černý kondor                | 1939                       | mezi válkami                              | |
| 3             | Biggles of the Camel Squadron            | 1934       | Biggles: Návrat velbloudích stíhaček | 1992                       | 1917-8                                    | 13 povídek, nejprve vyšly v časopisech Popular Flying a The Modern Boy                                                                                           |
| 4             | Biggles Flies Again                      | 1934       | Biggles letí kolem světa             | 1939                       | mezi válkami                              | 13 navazujících povídek, 11 nejprve v Popular Flying. |
| 5             | Biggles Learns to Fly                    | 1935       | Bigglesův křest ohněm                | 1995                       | 1916–17                                   | 12 povídek, nejprve vyšly v The Modern Boy |
| 6             | The Black Peril                          | 1935       | Biggles: Modré nebezpečí             | 1939                       | 1934                                      | poprvé Ginger, souběžně vycházelo v The Modern Boy. |
| 7             | Biggles Flies East                       | 1935       | Biggles jde do války                 | 1946                       | první světová válka                       | Poprvé von Stalhein. |
| 8             | Biggles Hits the Trail                   | 1935       | Biggles a Himalája                   | 1940                       | mezi válkami                              | Nejprve vyšlo v The Modern Boy |
| 9             | Biggles in France                        | 1935       | Biggles od 266. letky                | 1997                       | 1917-8                                    | 12 povídek, nejprve vyšly v The Modern Boy |
| 10            | Biggles & Co                             | 1936       | Bigglesova letecká společnost        | 1939                       | mezi válkami                              | Nejprve vyšlo v The Modern Boy |
| 11            | Biggles in Africa                        | 1936       | Biggles v Africe                     | 1939                       | mezi válkami                              | Nejprve vyšlo v The Modern Boy |
| 12            | Biggles – Air Commodore                  | 1937       | Biggles – Vzdušný komodor            | 1939                       | mezi válkami                              | Nejprve vyšlo v The Modern Boy |
| 13            | Biggles Flies West                       | 1937       | Biggles a zlaté dublony              | 1940                       | mezi válkami                              | Nejprve vyšlo v The Modern Boy |
| 14            | Biggles Flies South                      | 1938       | Biggles na stopě                     | 1940                       | mezi válkami                              | Nejprve vyšlo v The Modern Boy |
| 15            | Biggles Goes to War                      | 1938       | Biggles letí na jih                  | 1940                       | mezi válkami                              | Nejprve vyšlo v The Modern Boy |
| 16            | The Rescue Flight                        | 1939       | Biggles – Průzkumný let              | 1995                       | první světová válka                       | Nejprve vyšlo v Modern Boy. Přeložil Milan Hausner. |
| 17            | Biggles in Spain                         | 1939       | Biggles ve Španělsku                 | 1939                       | Španělská občanská válka                  | Nejprve vyšlo v Modern Boy. |
| 18            | Biggles Flies North                      | 1939       | Biggles letí na sever                | 1939                       | mezi válkami                              | Nejprve vyšlo v Modern Boy. |
| 19            | Biggles – Secret Agent                   | 1940       | Biggles pátrá v minulosti            | 1996                       | mezi válkami                              | Nejprve vyšlo v Modern Boy. Přeložil Milan Hausner. |
| 20            | Biggles in the Baltic                    | 1940       | Biggles a podivná válka              | 1997                       | 1939 (září)                               | Nejprve vyšlo v The War Thriller |
| 21            | Biggles in the South Seas                | 1940       | Biggles v jižních mořích             | 1994                       | mezi válkami                              | Nejprve vyšlo v The Gem. Přeložil Pavel Jansa. |
| 22            | Biggles Defies the Swastika              | 1941       | Biggles vzdoruje hákovému kříži      | 1948                       | 1940 (duben)                              | Operace Weserübung. Nejprve vyšlo ve dvou různých časopisech. |
| 23            | Biggles Sees It Through                  | 1941       | Bigglesova finská válka              | 1996                       | 1940 (březen)                             | Zimní válka. Přeložil Milan Hausner. |
| 24            | Spitfire Parade                          | 1941       | Biggles a bitva o Anglii             | 1994                       | druhá světová válka                       | 13 povídek (přepsány starší), poprvé Bertie, 666. letka. Přeložili Pavel Jansa a Jaroslav Boubín.                                                                |
| 25            | Biggles in the Jungle                    | 1942       | Biggles v džungli                    | 1997                       | mezi 1937–1939                            | Přeložil Pavel Kaas. |
| 26            | Biggles Sweeps the Desert                | 1942       | Biggles brání poušť                  | 1995                       | 1941                                      | 666. letka. Přeložil Milan Hausner. |
| 27            | Biggles – Charter Pilot                  | 1943       | Biggles mezi bojovými starty         | 2003                       | mezi válkami                              | 16 povídek s dr. Duckem, nejprve vyšlo v Boy’s Own Paper. Přeložila Jana Šimková.                                                                                |
| 28            | Biggles in Borneo                        | 1943       | Biggles na Borneu                    | 1947                       | 1942                                      | 666. letka |
| 29            | Biggles Fails to Return                  | 1943       | Biggles padl do pasti                | 1994                       | 1942 (listopad)                           | |
| 30            | Biggles in the Orient                    | 1945       | Biggles v Orientě proti kamikadze    | 1995                       | 1944                                      | 666. letka. Přeložil Jan Nemejovský. |
| 31            | Biggles Delivers the Goods               | 1946       | Bigglesův malajský případ            | 1995                       | druhá světová válka                       | 666. letka. Přeložil Milan Hausner. |
| 32            | Sergeant Bigglesworth CID                | 1947       | Biggles – Létající detektiv          | 1995                       | po válce                                  | první případ u letecké policie |
| –             | Comrades in Arms                         | 1947       | Biggles – Bouře nad Německem         | 1999                       | druhá světová válka                       | obsahuje jednu povídku o Bigglesovi, dále po jedné o Worrals a Gimletovi a další tři. Povídky o Bigglesovi a Gimletovi vyšly i časopisecky. Přeložil Pavel Kaas. |
| 33            | Biggles' Second Case                     | 1948       | Biggles a ponorka U-517              | 1996                       | 1946                                      | Nejprve vyšlo v Boy’s Own Paper. Přeložil Milan Hausner. |
| 34            | Biggles Hunts Big Game                   | 1948       | Bigglesův velký lov                  | 1995                       | 1946–7                                    | Přeložil Milan Hausner. |
| 35            | Biggles Takes a Holiday                  | 1948       | Biggles má prázdniny                 | 1996                       | po válce                                  | |
| 36            | Biggles Breaks the Silence               | 1949       | Biggles v Antarktidě                 | 2000                       | po válce                                  | Přeložil Pavel Kaas. |
| 37            | Biggles Gets His Men                     | 1950       | Biggles a rudá hvězda                | 1997                       | 1947 (podzim)                             | Nejprve vyšlo v australských novinách The Sunday Herald. Přeložil Pavel Kaas.                                                                                    |
| 38            | Another Job for Biggles                  | 1951       | Biggles proti drogové mafii          | 1996                       | po válce                                  | Nejprve vyšlo v Collins Magazine For Boys And Girls. Přeložil Pavel Jansa.                                                                                       |
| 39            | Biggles Goes to School                   | 1951       | Biggles – Před prvním vzletem        | 2003                       | 1913                                      | chronologicky 2. příběh, nejprve vyšlo v Boy’s Own Paper. Přeložil Oldřich Nemejovský.                                                                           |
| 40            | Biggles Works It Out                     | 1952       | Biggles a záhada uloupeného zlata    | 1997                       | po válce                                  | Nejprve vyšlo v Boy’s Own Paper. Přeložil Jan Nemejovský. |
| 41            | Biggles Takes the Case                   | 1952       | Biggles a výbuch v Marapangu         | 2000                       | po válce, jeden příběh z 2. světové války | 9 povídek, část z nich vyšla v různých časopisech. Přeložila Jana Šimková.                                                                                       |
| 42            | Biggles Follows On                       | 1952       | Biggles za železnou oponou           | 1993                       | po válce                                  | děj se částečně odehrává v Praze, souběžně vycházelo v Boy’s Own Paper. Přeložila dr. Zuzana Čaplová.                                                            |
| 43            | Biggles – Air Detective                  | 1952       | Biggles mužem zákona                 | 2003                       | po válce                                  | 7 povídek, poprvé vyšly již 1950. Přeložil Oldřich Vidlák. |
| 44            | Biggles and the Black Raider             | 1953       | Biggles a černý slon                 | 1995                       | po válce                                  | Přeložil Pavel Jansa. |
| 45            | Biggles in the Blue                      | 1953       | Biggles – Bermudský trojúhelník      | 1999                       | po válce                                  | Nejprve vyšlo v The Eagle. Přeložil Pavel Kaas. |
| 46            | Biggles in the Gobi                      | 1953       | Biggles a jeskyně tisíce Buddhů      | 1997                       | po válce                                  | Nejprve vyšlo v The Eagle |
| 47            | Biggles of the Special Air Police        | 1953       |                                      |                            |                                           | 13 povídek z různého období, 6 dosud nepublikovaných |
| 48            | Biggles Cuts It Fine                     | 1954       | Biggles a tajná základna             | 1995                       | po válce                                  | Přeložil Jaroslav Boub |
| 49            | Biggles and the Pirate Treasure          | 1954       | Biggles a poklad Madagaskaru         | 1999                       | po válce                                  | 11 povídek, 7 z nich dříve neuveřejněných. Přeložila Jana Šimková.                                                                                               |
| 50            | Biggles Foreign Legionnaire              | 1954       | Biggles a teroristé                  | 1997                       | 1952                                      | Souběžně vycházelo v Junior Mirror. Přeložil Michal Hausner. |
| 51            | Biggles Pioneer Air Fighter              | 1954       |                                      |                            | první světová válka                       | 13 povídek o velbloudích stíhačkách |
| 52            | Biggles in Australia                     | 1955       | Biggles v Austrálii                  | 1997                       | 1953                                      | Souběžně vycházelo v Junior Mirror. Přeložil Pavel Jansa. |
| 53            | Biggles' Chinese Puzzle                  | 1955       | Biggles a čínská puzzle              | 1999                       | po válce                                  | 8 povídek, 3 z nich dříve neuveřejněné. Přeložil Ivan Hanuš. |
| 54            | Biggles of 266                           | 1956       |                                      |                            |                                           | 8 povídek z knihy Biggles in France a jedna z knihy Biggles Learns to Fly                                                                                        |
| 55            | No Rest for Biggles                      | 1956       | Biggles ztrácí klid                  | 1999                       | po válce                                  | Nejprve vyšlo v Junior Mirror. Přeložil Pavel Kaas. |
| 56            | Biggles Takes Charge                     | 1956       | Biggles přebírá velení               | 1998                       | po válce                                  | Nejprve vyšlo v Junior Mirror. Přeložil Ivan Hanuš. |
| 57            | Biggles Makes Ends Meet                  | 1957       | Biggles na ostrově pašeráků          | 1998                       | po válce                                  | Přeložil Jan Nemejovský. |
| 58            | Biggles of the Interpol                  | 1957       | Biggles – Policejní hlídka           | 1998                       | po válce                                  | 11 povídek, 9 dříve neuveřejněných. Přeložil Pavel Kaas. |
| 59            | Biggles on the Home Front                | 1957       | Biggles na domácí frontě             | 1998                       | po válce                                  | Přeložil Pavel Jansa. |
| 60            | Biggles Presses On                       | 1958       | Biggles se vyznamenává               | 1999                       | po válce                                  | 11 povídek, 7 dříve neuveřejněných. Přeložil Jiří Hora. |
| 61            | Biggles on Mystery Island                | 1958       | Biggles v jícnu sopky                | 2000                       | 1957                                      | |
| 62            | Biggles Buries a Hatchet                 | 1958       | Bigglesův úhlavní nepřítel           | 1998                       | po válce                                  | Nejprve vyšlo v Boy’s Own Paper. Přeložil Pavel Kaas. |
| 63            | Biggles in Mexico                        | 1959       | Biggles v Mexiku                     | 2001                       | po válce                                  | |
| 64            | Biggles' Combined Operation              | 1959       | Biggles v boji s bílou smrtí         | 2001                       | po válce                                  | |
| 65            | Biggles at the World's End               | 1959       | Biggles nad Ohňovou zemí             | 2001                       | po válce                                  | Přeložil Jiří Hora. |
| 66            | Biggles and the Leopards of Zinn         | 1960       | Biggles a leopardí muži              | 2000                       | po válce                                  | |
| 67            | Biggles Goes Home                        | 1960       | Biggles v Indii                      | 1998                       | 1959–60                                   | Nejprve vyšlo v TV Express Weekly. Přeložil Pavel Kaas. |
| 68            | Biggles and the Poor Rich Boy            | 1960       | Biggles a unesený chlapec            | 2000                       | po válce                                  | Přeložil Oldřich Vidlák. |
| 69            | Biggles Forms a Syndicate                | 1961       | Biggles a poklad Ophiru              | 2001                       | po válce                                  | Nejprve vyšlo v Express Weekly |
| 70            | Biggles and the Missing Millionaire      | 1961       | Biggles a muž, který zmizel          | 2002                       | po válce                                  | Přeložil Oldřich Vidlák. |
| 71            | Biggles Goes Alone                       | 1962       | Biggles na vlastní pěst              | 1996                       | po válce                                  | Přeložil Jan Nemejovský. |
| 72            | Orchids for Biggles                      | 1962       | Orchideje pro Bigglese               | 2003                       | po válce                                  | Přeložil Jan Nemejovský. |
| 73            | Biggles Sets a Trap                      | 1962       | Biggles chystá past                  | 2001                       | 1961                                      | Přeložil Oldřich Vidlák. |
| 74            | Biggles Takes It Rough                   | 1963       | Biggles tápe ve tmě                  | 2003                       | po válce                                  | Přeložila Olga Krijtová. |
| 75            | Biggles Takes a Hand                     | 1963       | Biggles a berlínská mise             | 2000                       | 1961 (srpen)                              | |
| 76            | Biggles' Special Case                    | 1963       | Biggles a arabská nafta              | 1997                       | po válce                                  | Přeložil Jiří Hora. |
| 77            | Biggles and the Plane That Disappeared   | 1963       | Biggles a zmizelé letadlo            | 2000                       | po válce                                  | Přeložila Olga Krijtová. |
| 78            | Biggles Flies to Work                    | 1963       | Inspektor Biggles zasahuje           | 1994                       | po válce                                  | 11 povídek, 4 z nich dříve neuveřejněné; jedna povídka původně vyšla v Girls Own Paper s Worrals, do knihy byla přepsána o Bigglesovi. Přeložil Pavel Jansa.     |
| 79            | Biggles and the Lost Sovereigns          | 1964       | Biggles a potopená loď               | 2002                       | 1960 (cca)                                | Nejprve vyšlo v Look and Learn. Přeložil Oldřich Vidlák. |
| 80            | Biggles and the Black Mask               | 1964       | Biggles – Černá maska                | 1999                       | po válce                                  | Přeložil Pavel Kaas. |
| 81            | Biggles Investigates                     | 1964       | Biggles vyšetřuje                    | 2001                       | po válce                                  | 8 povídek, není známo, že by vyšly v nějakém časopise. Přeložil Pavel Kaas.                                                                                      |
| 82            | Biggles Looks Back                       | 1965       | Bigglesovo drama v Čechách           | 1999                       | po válce                                  | V Československu. Přeložila Jana Šimková. |
| 83            | Biggles and the Plot That Failed         | 1965       | Biggles a hrob krále pouště          | 1999                       | po válce                                  | Přeložil Pavel Kaas. |
| 84            | Biggles and the Blue Moon                | 1965       | Biggles a modrý měsíc                | 2002                       | 1964 (cca)                                | Přeložila Jana Šimková. |
| 85            | Biggles Scores a Bull                    | 1965       | Biggles hledá šampiona               | 2002                       | po válce                                  | Přeložil Jiří Hora. |
| 86            | Biggles in the Terai                     | 1966       | Biggles letí do Nepálu               | 2002                       | po válce                                  | Přeložil Oldřich Vidlák. |
| 87            | Biggles and the Gun Runners              | 1966       | Biggles letí se smrtí                | 1998                       | po válce                                  | Přeložil Jan Nemejovský. |
| 88            | Biggles Sorts It Out                     | 1967       | Biggles a ztracené rubíny            | 2001                       | po válce                                  | |
| 89            | Biggles and the Dark Intruder            | 1967       | Biggles – Tajemný vetřelec           | 2000                       | po válce                                  | Přeložil Oldřich Vidlák. |
| 90            | Biggles and the Penitent Thief           | 1967       | Biggles a kajícný zloděj             | 2002                       | po válce                                  | Přeložili Zdeněk a Petr Kettnerovi. |
| 91            | Biggles and the Deep Blue Sea            | 1967       | Biggles a temně modré moře           | 2004                       | po válce                                  | Přeložil Oldřich Vidlák. |
| 92            | The Boy Biggles                          | 1968       | Biggles v zemi Mauglího              | 2002                       | 1912                                      | Bigglesovo dětství v Indii. Přeložil Oldřich Vidlák. |
| 93            | Biggles in the Underworld                | 1968       | Biggles v podsvětí                   | 2002                       | po válce                                  | Přeložila Jana Šimková. |
| 94            | Biggles and the Little Green God         | 1969       | Biggles a nefritový bůh              | 2001                       | po válce                                  | Přeložil Jan Nemejovský. |
| 95            | Biggles and the Noble Lord               | 1969       | Biggles ve službách Scotland Yardu   | 1993                       | po válce                                  | Přeložil František Jungwirth. |
| 96            | Biggles Sees Too Much                    | 1970       | Biggles vidí příliš mnoho            | 1996                       | po válce                                  | Přeložil Pavel Jansa. |
| 97            | Biggles Does Some Homework               | 1997       |                                      |                            | po válce                                  | autor zemřel během práce na této knize, příběh zůstal nedokončen, vyšel pouze v omezeném (300) počtu výtisků.                                                    |
| 98            | Biggles Air Ace: The Uncollected Stories | 1999       | Biggles – Zapomenuté příběhy         | 2003                       |                                           | 10 povídek z let 1934-63, z toho 8 z první světové války, které vyšly v The Modern Boy a dalších.                                                                |